# Александър Жеков
Александър Иванов Жеков е първият български кинооператор, монтажист, режисьор и продуцент. Той е автор на първия български документален филм филм „Балканската война 1912 – 1913“, заснет на фронта през 1913 г. и прожектиран във Варна през 1914 г.

## Биография
Александър Жеков е роден през февруари 1879 г. във Варна, в семейството на възрожденеца Янаки Жеков. Александър е най-малкият от трима братя. Най-големият – Жеко Жеков завършва право и през 1896 г. е избран за кмет от Народняшката партия, а впоследствие на два пъти – от 1902 до 1903 г. и от 1911 до 1913 г., е окръжен управител на Варна. Средният брат – Михаил Жеков става известен варненски финансист.
Алексъндър Жеков завършва Варненската мъжка гимназия, а през 1902 г. – Севастополското мореходно училище от висш разряд, след което получава званието щурман за далечно плаване и чин прапорщик от запаса на флота. Служи като офицер в Руския черноморски и в Балтийския флот. В Санкт Петербург се запознава с представителите на френската кинофирма „Пате фрер“ (Братя Пате), която развива по това време дейност в Русия. През 1907 г. Жеков напуска флота и става представител на френската фирма за Санкт Петербург. Освен с организационни и други делови въпроси, той се занимава и с новото си увлечение – фотография и снимане с кинокамера.
По време на общата мобилизация в България, обявена на 13 септември 1912 г., той се зъвръща във Варна, и на 24 октомври 1912 г. получава удостоверение от варненския окръжен управител за свободно движение до София и Варна, за да уреди участието си за снимането на бойните действия на фронта. На 30 октомври той пише молба до цар Фердинанд с искане да му позволят да прави снимки на полесраженията. Издадени са разрешения за снимане и пътуване по фронтовата линия – и през 1913 г. Александър Жеков заснема първия български документален филм „Балканската война“. Премиерата на филма се състои във Варна през лятото на 1914 г. във Варненски модерен театър. След прожекцията във Варна филмът на Ал. Жеков започва да се прожектира из страната – най-напред в Софийския модерен театър, а след това в Русе през февруари 1915 г. На 6 август 1915 г., Александър Жеков се обръща с молба до военния министър да бъде назначен в армията или флота за организиране отдел за снимки от военните действия в българската армия. Малко по късно обаче България застава на страната на Тройния съюз – против Антантата, и желанието му не се осъществява.
Авторът на филма за Балканската война идва отново във Варна през 1926 г. и организира нова прожекция на филма. След това следите му се губят отново. Не е известно кога и къде е починал, и дали е оставил потомство.

## Галерия
- Кадри от филма
- пристигането на цар Фердинанд и царица Елеонора на гара Караагач на 30 март 1913 г.
- хоро на фронта
- разпит на башибозуци